# Travis Hansen
Travis Mitchell Hansen (* 15. April 1978 in Provo) ist ein US-amerikanischer Basketballspieler. Seine Positionen sind die des Small Forwards oder Shooting Guards. Zuletzt spielte er von 2010 bis 2011 für den BK Chimki in Russland.

## Karriere
Travis Hansen begann seine Collegelaufbahn in der Utah Valley University. Nachdem seine Mutter an den Folgen eines Pankreastumors gestorben war, ging Hansen für zwei Jahre als Mormonischer Missionar nach Santiago de Chile. Zwischen 2000 und 2003 spielte er wieder in seiner Heimat für die Brigham Young University in der Mountain West Conference Collegebasketball. Beim NBA Draft 2003 wurde er, als erster Basketballspieler der Brigham Young University seit Shawn Bradley (1993), gedraftet. Er wurde als 37. Pick von den Atlanta Hawks unter Vertrag genommen.
In der NBA brachte er es in der Folgesaison nur auf 41 Einsätze und so entschloss er sich zu einem Wechsel nach Spanien zu TAU Vitoria. Mit den Basken gewann er 2005 den Supercup und erreichte das Finale der Euroleague, 2006 holte er mit seiner Mannschaft den spanischen Pokal. Zwischen 2006 und 2009 war er für den russischen Verein Dynamo Moskau aktiv und erhielt in dieser Zeit die russische Staatsbürgerschaft, bevor er erneut nach Spanien, zu Real Madrid, wechselte. Dort spielte er bis zum Sommer 2010. Für die Saison 2010/2011 erhielt er in Madrid keinen neuen Vertrag. Im Dezember 2010 verpflichtete ihn der russische Erstligist BK Chimki.

## Trivia
Travis Hansen gründete zusammen mit seiner Ehefrau eine Stiftung mit dem Namen Little Heroes Foundation, die sich Kindern in Not widmet.

## Erfolge
- Mountain West Conference Meister (2): 2001, 2003
- Spanischer Pokalsieger (1): 2006
- Spanischer Supercupsieger: 2005